# Локс Ланд

Остров Локс Ланд (остров Земя Локс) (на английски: Lous Land Island) е 59-ият по големина остров в Канадския арктичен архипелаг. Площта му е 419 км2, която му отрежда 74-то място сред островите на Канада. Административно принадлежи към канадската територия Нунавут. Необитаем.
Островът се намира на 1,9 км (протока Лъптън – Lupton Channel) на югоизток от п-ов Блант, най-югоизточната част на п-ов Хол, на остров Бафинова земя, на северния вход на големия залив Фробишър. Далеч на изток, зад протока Дейвис е Гренландия.
Бреговата линия с дължина 206 км е силно разчленена, осеяна със стотици малки заливи и полуострови, които представят идеални условия за котвени стоянки. Около целия остров са пръснати стотици малки острови, островчета и скали. Локс Ланд има дължина от югозапад на североизток 30 км, а най-голямата му ширина е 25 км.
Близо 2/3 от северната част на острова е заета от хълмисто възвишение с максимална височина до 320 м, а южната, 1/3 част – от равнина с надморска височина под 50 м с множество езера.
Островът е открит на 20 август 1576 г. от английския мореплавател Мартин Фробишър, по време на първото му плаване за търсене на Северозападния морски проход. Локс Ланд е първата открита суша по време на трикратните плавания на Фробишър и той го кръщава в чест на Майкъл Лок (1532-1615), крупен английски търговец по това време, спонсор не само на първата, но и на останалите две експедиции на Фробишър.
От август 1992 г. на острова действа Автоматична радиорелейна станция (АРРС) за ранно предупреждение.
|  | Тази страница частично или изцяло представлява превод на страницата „Локс-Ленд (остров)“ в Уикипедия на руски. Оригиналният текст, както и този превод, са защитени от Лиценза „Криейтив Комънс – Признание – Споделяне на споделеното“, а за съдържание, създадено преди юни 2009 година – от Лиценза за свободна документация на ГНУ. Прегледайте историята на редакциите на оригиналната страница, както и на преводната страница, за да видите списъка на съавторите. ВАЖНО: Този шаблон се отнася единствено до авторските права върху съдържанието на статията. Добавянето му не отменя изискването да се посочват конкретни източници на твърденията, които да бъдат благонадеждни. |